# 国会中継
国会中継（こっかいちゅうけい）は、日本の国会の会期期間中に随時放送する中継番組である。現在は日本放送協会（NHK）の総合テレビとラジオ第1が「国会中継」として放送するテレビ番組・ラジオ番組。過去にNHK以外の民間放送局が委員会審議を中継した例もある。

## NHKの中継

### 概要
会期冒頭の総理大臣演説や代表質問など衆議院と参議院の本会議、総理大臣出席時の集中審議などの予算委員会、参議院決算委員会、国家基本政策委員会合同審査会（党首討論）、重要法案の審議などが開催される場合に放送する。
NHKは内閣総理大臣指名選挙や衆議院解散の模様も生中継し、これらも国会中継にあたる。内閣総理大臣指名選挙や衆議院解散の中継は、「国会中継」ではなく「NHKニュース」の特別編成として扱う。ニューススタジオのアナウンサーが番組進行役を務め、本会議場からアナウンサーの報告や、VTRやインタビューなどを交えて放送するなど構成も通常の国会中継と大きく異なる。証人喚問や参考人招致なども特設ニュースとして中継する場合がある。海外首脳の国会の演説も国会中継ではなく、特別番組として放送する。
国際放送のNHKワールド・プレミアムとNHKワールド・ラジオ日本は、主に総理大臣演説など本会議場からの中継、党首討論、各国首脳の国会演説などを放送する。NHKワールド･プレミアムは、ノンスクランブルで視聴可能である。初めての国会中継は1952年1月23日でラジオ放送のみであった。テレビは1953年からモノクロ映像で放送開始、1970年11月25日からカラー放送を開始、2003年12月の地上デジタル放送開始以降は、地デジのみハイビジョンで放送。音声はモノラル放送である。
2011年9月からNHKネットラジオ らじる★らじる、2017年10月からradiko、2020年3月からNHKプラスで、それぞれネット同時配信を開始した。
かつて、BS2は2011年3月まで開催時間の全てを、BShiは総理大臣の演説を中心とする部分を、それぞれ放送した。
EPGは番組ジャンルで「ニュース・報道」に分類し、報道番組の一種として扱う。
2018年まで、リアルタイム字幕放送を実施していなかったが、2018年秋から所信表明演説と代表質問については字幕放送を開始した。聴覚障害者から字幕放送対象番組の拡充（主に予算委員会や党首討論）を求める声があったほか、新型コロナウイルスに伴うマスクの着用により、声が聞き取りにくいという意見があったことなどを踏まえて、2022年10月3日に開会した第210回国会から予算委員会でも字幕放送を開始した。

### 番組構成
以下はテレビの場合で、ラジオとサイマル放送されている。
中継は冒頭に本会議場あるいは委員会室の映像を背景に「国会中継」のテロップを表示し、アナウンサーが「国会中継です」のアナウンスに続けて、中継する会議名や会議場所、議長あるいは委員長を務める者の氏名などを伝える。
本会議や委員会の中継は、議長あるいは委員長が開会を告げた後、中継終了まで原則としてアナウンサーは各質問時間の冒頭で質問者を紹介する。質疑の最中に議事の進行が止まった場合、政治部記者とともに、会議の現在の状況について説明する。一般には「委員会室から審議の様子をお伝えしています」「委員長席の周りに各党の理事が集まって協議しています」の言葉と質問者紹介を繰り返す（本会議は首相の所信表明演説と各党の代表質問演説、代表質問に対する首相の答弁演説だけなので、止まるということはまずない）。開会後も審議開始に先立ち案件を行っているときはアナウンサーによる概要がコメントする。
中継中は画面左上に会議名と国会中継の表示が、画面右下に質問者名とその所属政党が表示するほか、質疑の場合には答弁のごとに冒頭で答弁者の肩書きと氏名を表示する。答弁者が大臣等で複数の職を兼任している場合には、質問内容によってその答弁がいずれの立場からなされるものかが考慮された上で、そのうちの一つの職を肩書きとして表示する。答弁者が参考人である場合に、その者のテロップが用意されていない場合には答弁者の氏名等は表示しない。
中継の最後は、中継した会議名や会議場所など、放送時間に余裕があれば質疑内容等の概略も伝え、最後に「国会中継を終わります」のアナウンスで中継を終了する。

### 放送時間
放送時間は内容により異なるが、基本的に会議などがある平日（土曜日・日曜日・祝日（国民の祝日）などを除く）の、午前は9時00分 - 11時54分で、気象情報があるために午前の散会まで中継せずに打ち切る。
BS2は状況により正午を越えて放送する場合があった。午後は13時00分 - 17時00分で、大相撲中継がない場合は総合テレビやラジオ第1も最大18時00分まで延長する。中継時間に本来放送する番組は中止や延期、放送時間を短縮する。
衆参両院の予算委員会に限らず、各常任委員会・特別委員会全体、本会議はそれぞれ土曜・日曜・祝日は開催されないが、2011年の大型連休の休日は、東日本大震災の復興に関する第1次補正予算案を早期成立するために開催があり中継した。5月1日に開催された第143回天皇賞（春）の中継は中止した。2020年4月29日（第201回国会）は新型コロナウイルス関連費用が盛り込まれた2020年度第1次補正予算を4月30日までに成立させるために審議が通常より30分早い8時30分から開催されたため、変則的なスケジュールで放送した。
2015年9月17日は参院特別委員会で安全保障関連法案を採決したために中継した。2020年4月7日の衆参議院運営委員会も、この日発令された新型コロナウイルス緊急事態宣言の事前説明のため、特設ニュースで内包して放送した。

#### 放送時間の変動
国会の委員会等は事前の理事会の延伸などで開始時刻が遅れたり、議論の白熱化などで終了時刻が遅れるなど不確定要素が多いため、国会中継は前後にフィラーを差し込む場合があるなど、実際の放送時間は予定とずれを生じることがある。
事前の理事会の延伸などで開始時間が遅延している場合、中継開始時刻から委員会等の模様を生中継し、アナウンサーが状況報告し、開始が大幅に遅延する場合は「質疑が始まり次第お伝えします」と伝えて質疑の開始までフィラーに切り替える。中継中に会議が暫時休憩となった場合にも同様に対応する。終了時間が延びて放送時間の範囲内で収まらない場合、総合テレビとラジオ第1は、13時00分からの中継がない場合は13時00分から、その時間帯に午後の国会中継が入っている場合は深夜に放送時間の範囲に収まらなかった部分の録画・録音を放送する。録画・録音放送も、少数会派の質疑についてはなされないことがしばしばである。
放送時間の範囲に収まらなかった中継の録画・録音を放送する場合、冒頭に国会議事堂の外観の静止画を背景に「国会中継録画」のテロップを出し、アナウンサーが「国会中継です。この時間は（日時・会議名）のうち、中継でお伝えできなかった質疑の模様を録画と録音でお伝えします」とアナウンスし、放送開始時に質問者の所属政党と氏名を伝える。放送の最後は国会議事堂の外観の静止画を背景に「国会中継／終」のテロップを出し、「この時間は（日時・会議名）のうち、中継でお伝えできなかった質疑の模様を録画と録音でお伝えしました。国会中継を終わります」とアナウンスして終わる。BS2ではそのまま審議終了まで時間を延長して放送する。
野党がやむを得ず審議拒否した場合などで流会した場合は、穴埋めのために準備されていた番組を放送する。
NHKワールド・ラジオ日本で放送する場合14時台または15時台の放送は衛星ラジオのみの放送となるが、短波の放送に対応するため16時台または17時台に通常の番組に差し替えて録音で放送する。この場合、衛星ラジオは再放送扱いとなる。
政府四演説が行われる場合、総合テレビ、ラジオ第1は最後まで放送するが、NHKワールドは内閣総理大臣の演説が終わり次第、途中飛び降りで終了する。「国会中継／終」のテロップは表示しない。
放送途中に毎正時のNHKニュースやラジオ第1の交通情報は放送しない。交通事故や悪天候に伴う通行止めによる交通情報や地震情報、緊急地震速報、気象警報、竜巻注意情報、火山情報など災害にかかわる情報は、テレビは文字スーパーで、ラジオは一時中断して伝える。テレビも台風情報や大雨関連のニュースなどは正時に中継へ割り込むこともある。2010年6月14日の衆議院本会議の代表質問は、本会議の休憩の合間にNHKニュースを放送し、残りは本会議再開までフィラー映像で空白時間帯を穴埋めした。
緊急ニュースなどの場合は、随時中継に割り込んでニュースを伝える。以前放送していたBS2では中継が正午をまたぐ場合、気象情報と正午のニュースは休止されていた。珍しい事例では2024年12月6日に大韓民国非常戒厳令に関する韓国情勢及び女優の中山美穂の死去を伝える臨時ニュースについて、総合テレビの国会中継には割り込まずに、放送波をEテレ（教育テレビ）に振り替えた上で放送した。

#### 臨時の中継
放送前日の夜に国会日程が急遽決まった場合などは、新聞紙上のテレビ欄やラジオ欄は通常放送が書かれていても、それを休止して中継することもある。原則として中継がない平日の早朝・夜・深夜、土日祝休、盆、年末年始も同様である。
やむを得ない事情で総合テレビとラジオ第1で中継が放送できない場合はEテレとFMを使用することがある。過去にEテレは8回、FMは7回、それぞれで事例が見られる。
- 2003年3月20日 イラク戦争の開戦に伴っての自衛隊派遣の是非を問う質疑。総合テレビとラジオ第1がイラク戦争の報道に充てたため放送できなかった。
- 2004年
  - 10月20日 参議院予算委員会の質疑。 台風23号の接近が懸念されるため、総合テレビとラジオ第1の当日の放送を全て台風情報のニュースに充てたため放送できなかった。
  - 10月27日 党首討論。 新潟県中越地震の被害にあった家族3人の救出活動を生中継するため総合テレビの放送予定をEテレに変更した。ラジオ第1は通常通りに放送した。
- 2010年3月31日の党首討論は、選抜高校野球準々決勝の中継のため、BS2の放送予定をBS1に変更した。総合テレビ、ラジオ第1、NHKワールドは予定通りに放送した。
- 2014年10月6日 衆議院予算委員会の質疑。 台風18号の接近が懸念され、総合テレビとラジオ第1の当日の放送を14時00分まで台風情報のニュースに充てたため放送できなかった。14時00分以降は通常通り総合テレビとラジオ第1で放送した。
- 2015年
  - 8月25日 参議院平和安全法制特別委員会の質疑。 台風15号が九州に上陸し、総合テレビとラジオ第1の当日の放送を午前中いっぱい台風情報のニュースに充てたため放送できなかった。13時00分以降は通常通り総合テレビとラジオ第1で放送した。
  - 9月11日 参議院平和安全法制特別委員会の質疑。 宮城県で台風18号から変わった低気圧による集中豪雨を伴う大雨特別警報が発表され、日中いっぱい総合テレビとラジオ第1はその関連情報を放送したため放送できなかった。
  - 9月14日 参議院平和安全法制特別委員会の質疑。 阿蘇山が噴火して総合テレビとラジオ第1が10時00分以降を関連ニュースに差し替え、午前中の質疑を途中からEテレとFMでリレーして放送した。午後の質疑は総合テレビとラジオ第1に戻して通常通り放送した。
- 2018年6月18日 参議院決算委員会質疑。 総合テレビとラジオ第1の当日の放送をすべて、7時58分に発生した大阪府北部を震源とする震度6弱の地震の臨時ニュースに充てたため放送できなかった
- 2019年10月11日 衆議院予算委員会質疑。 令和元年東日本台風（台風19号）に関する気象庁の会見をニュース扱いとして放送したため11時00分から11時10分の間EテレとFMでリレーして放送した。ニュース終了後、総合テレビとラジオ第1でリレーして放送した。

#### 緊急地震速報の発生時
番組の途中で緊急地震速報が出された場合、答弁中でも緊急地震速報が出された旨を伝える。
東日本大震災が発生した2011年（平成23年）3月11日の参議院決算委員会の中継は、中継中の14時46分に緊急地震速報が出され、担当のアナウンサーが緊急地震速報が発表された旨を伝えるとともに、視聴者に対して強い揺れに警戒するように呼び掛けた。その後国会でも揺れ始まり、担当のアナウンサーが国会内の状況を伝え、宮城県北部で震度7を観測し、最大震度6弱以上の地震が発生した場合は全波一斉放送（八波全中）の実施の取り決めに該当したため、NHKの臨時ニュースチャイムが流され、14時48分に国会中継を打ち切り、東京都渋谷区のNHK放送センターから国際放送のNHKワールド（NHKワールドTV、NHKワールド・プレミアム、NHKワールド・ラジオ日本）を含む八波全中の臨時ニュースに切り替えた。その後、大津波警報が発表されたため、引き続き八波全中による津波情報を含む臨時ニュースや報道特別番組に移行した。
この日の参議院決算委員会は、14時50分に終了した。非常事態として暫時休憩扱いとなり、そのまま再開されなかった。このため臨時ニュースに入る前から、暫時休憩前の残りの箇所は他のチャンネルへの迂回を含め放送されずに、終了した。

### 中継できない・中継しない時の対応
ほとんどの場合は開催されるが、与党側の強行採決にやむを得ず対抗するための野党側の審議拒否などによる流会や、大事故・大事件・大災害の発生で中継されない場合があり、総合テレビの場合は過去に放送された番組の再放送などを行うことがある。スポーツ中継で言うところの雨傘番組に近く、新聞のラテ欄は「【中継できないとき】（番組名）」と表記される。当初予定されていた放送枠より大幅に早く審議が終了した場合も同様である。逆に開始時間が遅れる場合は中継開始までの間、フィラー映像またはミニ番組で空白時間帯を穴埋めする。大幅に遅れる場合は「【中継できないとき】（番組名）」と表記されている番組を放送。その際、「国会中継は質疑が始まり次第放送します」と常時もしくは随時テロップで表示する。NHK側の事情により国会中継自体行わない場合があり、以下の事例がある。いずれもNHKに抗議が殺到した。
- 2013年12月6日 - 特定秘密保護法案の強行採決。
- 2015年7月15日 - 安全保障関連法案の強行採決。ただし、7月16日の採決は、平成27年台風第11号関係のニュースとともに急遽緊急生中継を行った。
- 2015年9月4日 - 安全保障関連法案が参議院での審議途中、安倍晋三内閣総理大臣が裏番組の『情報ライブ ミヤネ屋』に生出演したため。

ラジオ第1の場合は開始時間が遅れる場合は中継開始までの間、話題と音楽を放送し、質疑が始まり次第、国会中継に切り替える。中継ができない場合は、本来放送予定の番組を放送するが、一部予定を変更して放送する場合がある。
2016年4月15日は、当初は衆議院の環太平洋パートナーシップ協定 (TPP) 特別委員会質疑の中継を行う予定だったが、前日発生した熊本地震のため国会開催が中止となり、ニュースに差し替えられた。

### 通常番組との兼ね合い
国会中継が組まれる場合、高校野球中継以外、通常番組は休止・短縮する。

### 視聴率
国会中継の視聴率は低調とされる。

### NHKの担当者
アナウンサー（東京アナウンス室所属：当時）は、2016年4月から2017年3月まで高井正智・中山庸介、2017年4月から2018年3月まで望月啓太、2018年3月から2020年3月まで赤松俊理、2020年4月から2022年3月まで佐藤誠太、2022年4月から2023年3月まで江原啓一郎と兼清麻美、2023年4月から2024年3月まで江原・中山果奈・池田伸子、2024年4月から金子峻がそれぞれ担当。ほかに政治部記者も出演する。
中継が放送時間内に収まらなかった部分を録画と録音で放送する場合や、NHK予算審議・決算審議など中継せずに録画と録音で放送する場合は冒頭から終了まで1人で担当する。審議が午前と午後の丸一日予定されている場合は、午前と午後で1人ずつ担当する。
状況により政治部記者と一緒に担当する。政治部記者は審議が紛糾して議事が停止した場合など状況説明を行う。ディレクターもアナウンサーが担当する。

## NHK予算審議・決算審議
日本放送協会の予算は国会の承認を要するが、審議する衆参両院の総務委員会は原則として中継を生放送せず、2004年までは主に週末の日中に、1時間程度にまとめた予算の概要説明とともに独立した録画番組として放送した。
2005年から、審議当日の深夜に総合テレビ・ラジオ第1で中継の録画と録音をノーカットで放送する。放送時間は総合テレビの編成にラジオ第1が合わせる。中継が長時間の場合は、「NEWS WEB 24」などNHK総合テレビジョンの放送日付上最終版ニュースが終了後の放送であるため『おはよう日本』4時台の編成に影響する事例も発生する。ラジオ第1は『ラジオ深夜便』の放送を中断するが、FM放送とNHKワールド・ラジオ日本は通常の編成を変更せずに放送する。2011年3月のNHK予算審議は、東北地方太平洋沖地震（東日本大震災）関連の特設ニュースを編成し、中継の録画と録音は放送せずに特設ニュース内で審議の一部を放送した。
- 2005年3月15日：2005年度NHK予算審議（衆議院総務委員会）。『ラジオ深夜便』は2時13分から放送開始（一部地域では放送設備の点検・整備のため放送休止）。
- 2005年3月31日：2005年度NHK予算審議（参議院総務委員会）。『ラジオ深夜便』は2時15分から放送開始。
- 2005年10月20日：NHK決算審議（参議院総務委員会）。23時50分 - 3時25分。
- 2006年3月17日：2006年度NHK予算審議（衆議院総務委員会）。4時42分終了。審議時間が延びたため、予定していた『ラジオ深夜便』の「こころの時代」が4月8日土曜日午前4時台に放送日時が変更された。
- 2007年3月13日・15日：2007年度NHK予算審議（衆議院総務委員会）
- 2007年3月27日：2007年度NHK予算審議（参議院総務委員会）。23時40分から終夜放送。
- 2008年3月24日：2008年度NHK予算審議（参議院総務委員会）。23時40分から終夜放送。
- 2008年3月28日：NHK予算審議（参議院総務委員会）。23時40分 - 2時00分。
- 2009年3月25日：2009年度NHK予算審議（衆議院総務委員会）。23時40分から終夜放送。
- 2009年3月30日：2009年度NHK予算審議（参議院総務委員会）。中継録音放送のため、ラジオ第1放送は23時50分から終夜放送。
- 2010年3月25日：2010年度NHK予算審議（衆議院総務委員会）。23時40分 - 4時16分。
- 2010年3月30日：2010年度NHK予算審議（参議院総務委員会）。23時40分 - 4時50分。
- 2011年5月26日：2011年度NHK決算審議（参議院総務委員会）。0時15分 - 4時25分。
- 2011年7月14日：2011年度NHK決算審議（衆議院総務委員会）。0時15分 - 4時15分。
- 2012年3月21日：2012年度NHK決算審議（衆議院総務委員会）。0時15分 - 2時26分。
- 2012年3月22日：2012年度NHK決算審議（衆議院総務委員会）。0時15分 - 3時34分。
- 2012年3月29日：2012年度NHK決算審議（参議院総務委員会）。0時15分 - 4時54分。

## その他の中継

### NHK以外の放送局
日本短波放送第2放送は、1977年10月3日から平日16時 - 16時45分に「国会中継・国会アワー」を放送していた。
かつてCSで「国会TV」が放送されていた（「ネット配信」にて後述）。
2004年（平成16年）9月9日の参議院総務委員会は、当時発生していた一連のNHKの不祥事問題で第17代会長・海老沢勝二を参考人招致した際、「編成上の理由」としてNHKは中継せず、東京MXテレビとテレビ神奈川が生中継した。

### ネット配信
議員会館や霞ヶ関の官庁・主要政党の本部向けとして、1991年（平成3年）より衆参両院の事務局が独自の映像を配信している。当初は1チャンネルで運用したが、1999年（平成11年）時点で衆議院だけで10会議室・9チャンネルを同時配信できる体制で、インターネット中継用の映像にも流用された。官庁街や政党本部向けには民間のCATV網を利用しての配信となる。
C-NET社は1998年（平成10年）1月10日から2001年（平成13年）12月7日までスカイパーフェクTV! (379ch) で国会TVを放送し、2001年（平成13年）3月12日からインターネットで国会TVを配信している。
ドワンゴは2010年（平成22年）5月21日の衆議院総務委員会（放送法改正案審議）から、ニコニコ動画の公式ニュースチャンネル（ニコニコニュース）でニコニコ生放送（およびYouTube Live）による国会中継を始めた。NHKが扱う本会議・予算委員会・決算委員会のほかに、NHKが基本的に扱わない各種常任委員会も衆参両院で取り扱い、アーカイブとなるタイムシフトも無期限で残している。複数の会議が同時進行する場合も、同数の配信枠で同時配信している。特に衆議院予算委員会の予算審議終盤に行われる各省庁ごとの分科会は、最大8つの配信枠で同時配信する。
2016年にサービスが開始されたAbemaNewsは、不定期に国会中継を配信している。
2020年からヤフー（現・LINEヤフー）が運営するニュース配信サイトTHE PAGEが、YouTube Liveを使用したライブストリーミングで配信を始めた。